# أم·كوري
M·CORE هو متحكم دقيق ذو طاقة منخفضة بأساس مجموعة تعليمات بنية الحاسب هندسة وعمارة.طورت من قبل شركة موتورولا (الآن فريسكالي)، المعدة للاستخدام في الأنظمة المدمجة. وعرض في أواخر عام 1997، الهندسة المعمارية تجمع بين 32-بت مسار البيانات الداخلية مع تعليمات 16-بت، ويشمل خط أنابيب تعليمات من أربع مراحل. تستخدم تطبيقات لمعالجة 0,36 ميكرومتر وتعمل في 50 ميجاهيرتز.